# Liste der Mitglieder der Constituierenden Versammlung der Freien Stadt Frankfurt
In dieser Liste werden die Liste der Mitglieder der Constituierenden Versammlung der Freien Stadt Frankfurt im Jahr 1849 genannt, die im Rahmen der Revolution von 1848/1849 in der Freien Stadt Frankfurt gewählt wurden.

## Präsidium
- Präsident: Ernst Friedrich Wilhelm Kugler (bis 14. Mai 1849)
- Präsident: Nicolaus Hadermann (ab 14. Mai 1849)
- Erster Vizepräsident: Georg Christoph Binding (bis 8. Januar 1849)
- Erster Vizepräsident: Nicolaus Hadermann (ab 8. Januar 1849, bis 14. Mai 1849)
- Erster Vizepräsident: Senator Georg Wilhelm Hessenberg (ab 14. Mai 1849)
- Zweiter Vizepräsident: Nicolaus Hadermann (bis 8. Januar 1849)
- Zweiter Vizepräsident: Georg Christoph Binding (ab 8. Januar 1849, bis 14. Mai 1849)
- Zweiter Vizepräsident: Siegmund Friedrich Müller (ab 14. Mai 1849)
- Protokollführender Sekretär: Joseph Aloys Renner
- Sekretär: Siegmund Friedrich Müller (bis 14. Mai 1849)
- Sekretär: Wilhelm Carl Ludwig Supf
- Sekretär: Joseph Rütten
- Sekretär: Christian Hahn (ab 14. Mai 1849)

## Abgeordnete
| Name                                | Beruf, Ort                   | Anmerkung                                               |
| ----------------------------------- | ---------------------------- | ------------------------------------------------------- |
| Johann Georg Ackermann              | Uhrmacher                    |                                                         |
| Heinrich Carl Remigius Adelmann     | Buchdrucker                  |                                                         |
| Georg Alles                         | Bonames                      |                                                         |
| Johann Carl August Andreae-Goll     | Handelsmann                  | Mandatsverzicht 23. April 1849                          |
| Gustav Adolph Andreae-Graubner      | Handelsmann                  |                                                         |
| August Theodor de Bary              | praktischer Arzt             | Mandatsverzicht 5. Januar 1850                          |
| Jacob Carl de Bary                  | Handelsmann                  | Mandatsverzicht 5. Januar 1850                          |
| Johann Caspar Bauer                 | Handelsmann                  |                                                         |
| Johann David Behaghel               | praktischer Arzt             |                                                         |
| Christian Benkard                   | Zimmermeister                |                                                         |
| Johann Philipp Benkard              | Stadt-Amt Assessor           | Wahlablehnung                                           |
| Caspar Franz Berninger              | Handelsmann                  | Nachwahl 8. Juni 1849                                   |
| Georg Christoph Binding             | Advokat, ord.                | Mandatsverzicht 5. Januar 1850                          |
| Johann Siegismund Boch              | Tuchbereitermeister          | Nachwahl am 3. Mai 1849                                 |
| Johann Anselm Bock                  | Gärtnermeister               |                                                         |
| Josef Anton Franz Bolongaro         | Handelsmann                  | Mandatsverzicht 14. Mai 1849                            |
| Jacob Ludwig Bolongaro-Crevenna     | Handelsmann                  |                                                         |
| Justian Brack                       | Oberrad                      |                                                         |
| Ludwig Braunfels                    | Advokat, ord.                |                                                         |
| Lorenz Gottlieb Brunner             | Apotheker                    | Nachwahl am 3. Mai 1849                                 |
| Johann Jacob Büchsel                | Bornheim                     | Nachwahl am 8. Juni 1840                                |
| Carl Gerhard Büdinger               | Gärtnermeister               |                                                         |
| Anton Burkard                       | Fiscal.                      |                                                         |
| Senator Ludwig Carl Emil Coester    | 0                            | Nachwahl am 16./17. November 1848                       |
| Alexander Crailsheim                | praktischer Arzt             |                                                         |
| Georg Dancker                       | Advocat, ord.                |                                                         |
| Carl Dänzer                         | Hausen                       |                                                         |
| Johann Hartmann Dauth               | Gärtnermeister               |                                                         |
| Conrad Dedecke II                   | Oberrad                      |                                                         |
| Friedrich Ludwig Franz Dietz        | Handelsmann                  | Mandatsverzicht 1849                                    |
| Bernhard Dondorf                    | Lithograph                   | Mandatsverzicht 1849                                    |
| Philipp Christian Wilhelm Donner    | Handelsmann                  |                                                         |
| Georg Heinrich Engelhard            | Apotheker                    |                                                         |
| Adam Fauerbach                      | Dortelweil                   |                                                         |
| Johann Nicolaus Finger              | Handelsmann                  |                                                         |
| August Christian Fischer-Dick       | Sattlermeister               |                                                         |
| Heinrich Flach                      | Bonames                      |                                                         |
| Carl Ludwig Franck jun.             | Sattlermeister               | Mandatsverzicht 1849                                    |
| Johann Christian Michael Franck     | Schornsteinfegermeister      |                                                         |
| Alexander Friedleben                | praktischer Arzt             |                                                         |
| Johannes Jacob Julius Friedleben    | Advokat, ord.                |                                                         |
| Heinrich Remigius Fries             | Handelsmann                  |                                                         |
| Philipp Heinrich Geyer              | Gärtnermeister               |                                                         |
| Cornelius Adolph Giessen            | Handelsmann                  |                                                         |
| Wilhelm Isaac Gillé                 | Handelsmann                  | Mandatsverzicht 1849                                    |
| Carl Leopold Goldschmidt            | Advokat, ord.                |                                                         |
| Heinrich Greiff II                  | Niederursel                  |                                                         |
| Franz Georg Carl von Guaita         | Advokat, ord.                |                                                         |
| August Wilhelm Ernst Haase          | Handelsmann                  |                                                         |
| Nicolaus Hadermann                  | Lehrer                       |                                                         |
| Christian Hahn                      | Lehrer                       |                                                         |
| Heinrich Helfrich IV.               | Bornheim                     |                                                         |
| Johann Gerhard Henrich              | Bierbrauermeister            |                                                         |
| Friedrich Christian Herwig          | Posamentirermeister          |                                                         |
| Friedrich Maximilian Hessemer       | Professor der Baukunst       |                                                         |
| Senator Georg Wilhelm Hessenberg    | 0                            |                                                         |
| Johann Friedrich Hessenberg         | Silberarbeiter               |                                                         |
| Georg Jacob Heussenstamm            | Hypothekenbuchführer         |                                                         |
| Johann Caspar Hock                  | Schneidermeister             |                                                         |
| Balthasar Hofmann                   | Bornheim                     |                                                         |
| Heinrich Hoffmann                   | praktischer Arzt             | Mandatsverzicht 1849                                    |
| Heinrich Jacquet sen.               | Schirmfabrikant              |                                                         |
| Friedrich Siegmund Jucho            | Advokat und Notar            |                                                         |
| Johann Georg Jung-Hauff             | Handelsmann                  |                                                         |
| Friedrich Wilhelm Jungmichel        | Hauptmann                    | Mandatsverzicht 1849                                    |
| Ferdinand August Kaysser            | Maurermeister                |                                                         |
| Philipp Andreas Kerstner            | Handelsmann                  |                                                         |
| Senator Johann Jacob Conrad Kloss   | 0                            |                                                         |
| Johann Christian Carl Knoblauch     | Handelsmann                  | Nachwahl am 3. Mai 1849                                 |
| Gabriel Koch jun.                   | Spenglermeister              |                                                         |
| Johann Koch I.                      | Niederrad                    |                                                         |
| Hermann Kratz                       | Niederrad                    |                                                         |
| Georg Ludwig Kriegk                 | Professor                    | Mandatsverzicht 1849                                    |
| Ernst Friedrich Wilhelm Kugler      | Advokat, ord.                |                                                         |
| Johann Philipp Friedrich Lindheimer | Zimmermeister                |                                                         |
| Heinrich Wilhelm Christian Lorenz   | Oberrad, Wundarzt            |                                                         |
| Johann Balthasar Lorey              | praktischer Arzt             |                                                         |
| Georg Lorenz Löw                    | Bornheim                     |                                                         |
| Johann Ludwig                       | Oberrad                      |                                                         |
| Michael Manhayn                     | Advokat, ord.                |                                                         |
| Johann Michael Mappes               | Physicus, ord.               | Nachwahl am 16./17. November 1848                       |
| Andreas May jun.                    | Metzgermeister               |                                                         |
| Johann Martin May                   | Metzgermeister               |                                                         |
| Martin May                          |                              | Nachwahl am 16./17. November 1848; Mandatsverzicht 1849 |
| Johann Valentin Meidinger           | Verlagsbuchhändler           |                                                         |
| Carl Eduard Meyer-Osterrieth        | Handelsmann                  | Nachwahl am 16./17. November 1848                       |
| Johann Wilhelm Meyer                | Handelsmann                  |                                                         |
| Carl Anton Minoprio                 | Handelsmann                  |                                                         |
| Schöff Samuel Gottlieb Müller       |                              | Nachwahl am 3. Mai 1849; Mandatsverzicht 1849           |
| Siegmund Friedrich Müller           | Advokat und Notar            |                                                         |
| Senator Gustav Edmund Nestle        |                              |                                                         |
| Schöff Sebastian de Neufville       |                              |                                                         |
| Wolfgang Neukirch                   | Advokat, ord.                |                                                         |
| Carl Christian Friedrich Nitsche    | Kürschnermeister             |                                                         |
| Johann Philipp Ohlenschlager        | Fischermeister               |                                                         |
| Anton Heinrich Emil von Oven        | Land-Amtmann                 |                                                         |
| Friedrich Pfeffel jun.              | Handelsmann                  |                                                         |
| Friedrich August Ravenstein         | Turnlehrer                   |                                                         |
| Maximilian Reinganum                | Advokat, ord.                |                                                         |
| Joseph Aloys Renner                 | Advokat, ord.                |                                                         |
| Johann Conrad Rumbler               | Weingärtner                  |                                                         |
| Joseph Rütten                       | Verlagsbuchhändler           |                                                         |
| Wilhelm Peter Schäffner             | Advokat, ord.                | Mandatsverzicht 1849                                    |
| Julius August Scharff               | Advokat, ord.                |                                                         |
| Johann Simon Schiele                | Handelsmann                  |                                                         |
| Carl Schmidt                        | Tiermediziner                |                                                         |
| Christian Schmidt                   | Rotgerbermeister             |                                                         |
| Fritz Schneider                     | Buchdrucker                  |                                                         |
| Johann Christoph Scholderer         | Lehrer                       | Mandatsverzicht 1849                                    |
| Johann Adam Christoph Schott        | praktischer Arzt             |                                                         |
| Friedrich Hannibal Schubert         | Schlossermeister             |                                                         |
| Heinrich Schwarzschild              | praktischer Arzt             |                                                         |
| Franz Söllner                       | Niedererlenbach              |                                                         |
| Schöff Eduard Franz Souchay         |                              |                                                         |
| Alexander Stein                     | Advokat, ord.                |                                                         |
| Hermann Stockhaus                   | Bornheim                     | Mandatsverzicht 1849                                    |
| Wilhelm Carl Ludwig Supf            | Lehrer                       |                                                         |
| Wilhelm Carl Friedrich Textor       | Advokat und Notar            |                                                         |
| Georg Christian Thomas              | Advokat, ord.                |                                                         |
| Johann Georg Varrentrapp            | praktischer Arzt             |                                                         |
| Johann Albrecht Vogtherr            | Post-Revisor                 |                                                         |
| Johann Heinrich Wagner              | Gärtnermeister               |                                                         |
| Wilhelm Friedrich Wiesche           | Handelsmann                  | Mandatsverzicht 1849                                    |
| Wilhelm Wolf                        | Niedererlenbach, Schultheiss |                                                         |